# Kimmo Hakola
Kimmo Hannu Tapio Hakola (Jyväskylä, 27 juli 1958) is een Fins componist, pianist en dirigent.
Hakola kreeg zijn muzikale opleidingen van sterk uiteenlopende andere Finse componisten. Eerst kreeg hij privélessen van Einojuhani Rautavaara. Daarna trad hij in 1981 toe tot de Sibeliusacademie alwaar hij lessen kreeg van Eero Hämeenniemi en Magnus Lindberg. Zijn eerste compositie vielen direct in de smaak. Zijn Strijkkwartet nr. 1 leverde hem de International Rostrum of Composers -prijs op van UNESCO; het is dan 1987. In 1993 viel hem dezelfde prijs in handen voor Capriole uit 1993. Daarvoor werd zijn werk al uitgevoerd bij de club Ears Open! en Ung Nordisk Musik (Jonge Noordse muziek). Na het behalen van de prijzen kwamen zijn werken op de lessenaars van prestigieuze  muziekfestivals in Edinburgh en Huddersfield en festivals als ISCM en Ars Musica. Het “beroemd” zijn wierp wel een schaduw op zijn werk als componist; hij kreeg last van faalangst en perfectionisme. Mede daardoor duurde het relatief lang van 1993 tot 1996 voordat zijn pianoconcert voltooid was. Daarna vloeide de pen sneller met onder andere drie opera's (gegevens 2011). In 2002 werd zijn "Kamerconcert voor 11 musici" uitgevoerd in Milwaukee, Wisconson. In 2019 was zijn Fidl, for Violin and Orchestra op. 99 het verplicht werk op de Koningin Elisabethwedstrijd voor viool.

## Oeuvre (selectief)
| Jaar | Werk                                          | Genre              |
| ---- | --------------------------------------------- | ------------------ |
| 2000 | Meesterzingers van Mars                       | opera              |
| 2000 | Mosterdzaad                                   | opera              |
| 2008 | Rollende steen                                | opera              |
| 1999 | Sinfonietta                                   | orkest             |
| 2001 | Arara                                         | orkest             |
| 2001 | Kamerconcert voor 11 musici                   | orkest             |
| 2009 | Symfonie nr. 1                                | orkest             |
| 1996 | Pianoconcert                                  | soloconcert        |
| 2001 | Klarinetconcert                               | soloconcert        |
| 2002 | Le sacrifice                                  | zangstem en orkest |
| 2005 | hoboconcert                                   | soloconcert        |
| 2008 | Gitaarconcert                                 | soloconcert        |
| 1986 | Strijkkwartet nr. 1                           | kamermuziek        |
| 1997 | Strijkkwartet nr. 2                           | kamermuziek        |
| 2002 | Strijkkwartet nr. 3                           | kamermuziek        |
| 2002 | Accordi                                       | solo accordeon     |
| 2006 | Je flambe, een hommage aan György Kurtág      | koormuziek         |
| 2008 | WAM!, een hommage aan Wolfgang Amadeus Mozart | koormuziek         |
| 2019 | Fidl, for Violin and Orchestra op. 99         | soloconcert        |

- Bibliothèque nationale de France: cb167330801 (data)
- CiNii: DA15487951
- Gemeinsame Normdatei: 137599161
- International Standard Name Identifier: 0000 0000 8246 0086
- Library of Congress Control Number: n91050035
- MusicBrainz: 5fcb6d77-0777-4643-988c-7d2fbda6bad8
- Nationale Bibliotheek van Israël: 987007347574505171
- Virtual International Authority File: 60721854
- WorldCat: E39PBJhd8vyBJGKgbCQqxyTGpP